# Distrito de Soná
O distrito de Soná é um distrito da Província de Veraguas, no Panamá. A população de acordo com o recenseamento panamenho de 2010 foi de 27.833. O distrito cobre uma área total de 1.531 (km). A capital fica na cidade de Soná.

## Divisões administrativas
O distrito de Soná é dividido administrativamente nos seguintes corregimientos:
- Soná
- Bahía Honda
- Calidonia
- Cativé
- El Marañón
- Guarumal
- La Soledad
- Quebrada de Oro
- Rio Grande
- Rodeo Viejo
- Hicaco

## Economia
A produção agrícola é a principal atividade econômica (leite, carne, arroz e cana-de-açúcar). Também o turismo na costa.

### Geografia
Está rodeado por inúmeros rios. Ao sul da costa do Oceano Pacífico é dotada de praias.

### Demografia
Trinta por cento da sua população vive em áreas urbanas e outra é rural.